# یومه نو شیما
یومه نو شیما (به لاتین: Yumenoshima) یک منطقهٔ مسکونی در ژاپن است که در کوتو، توکیو واقع شده‌است. یومه نو شیما ۱٫۵۳ کیلومتر مربع مساحت دارد.